# Willy Sprangers
Willy Sprangers (né le 5 mars 1954 à Merksem, district d'Anvers) est un coureur cycliste belge. Professionnel de 1978 à 1983, il a notamment remporté une étape du Tour d'Espagne.

## Palmarès

### Palmarès sur route
- 1976
  - 3e du Tour de l'Yonne
- 1977
  - 4eb étape du Ruban granitier breton
- 1978
  - 3e du Grand Prix Beeckman-De Caluwé
- 1979
  - Grand Prix E5
- 1982
  - 16e étape du Tour d'Espagne

### Résultats sur les grands tours

#### Tour d'Italie
1 participation
- 1981 : 98e

#### Tour d'Espagne
2 participations
- 1978 : 58e
- 1982 : 58e, vainqueur de la 16e étape

### Palmarès sur piste

#### Championnats nationaux
- 1975
  -  Champion de Belgique de poursuite par équipes amateurs[n 1]
  - 3e du championnat de Belgique de demi-fond amateurs
- 1976
  -  Champion de Belgique derrière derny amateurs
  -  Champion de Belgique de l'américaine amateurs (avec François Caethoven)
  -  Champion de Belgique de demi-fond amateurs
- 1977
  -  Champion de Belgique de demi-fond amateurs